# Roger Eylove (MP)
Roger Eylove foi membro do parlamento (MP) de Inglaterra por Bletchingley em novembro de 1414 e março de 1416. O seu filho, Thomas Eylove, também foi membro do parlamento.